# Ana Beatriz Barros
Ana Beatriz Barros El Chiaty (nascuda el 29 de maig de 1982 a Itabira, Minas Gerais, Brasil) és una model brasilera.

## Biografia
Ana Beatriz va néixer a la petita ciutat d'Itabira, Minas Gerais, Brasil, filla de Reinato Barros, un enginyer mecànic i Sonia, un mestressa de casa. Més tard, la seva família es va mudar a Rio de Janeiro, on va passar la seva infància. Barros és d'ascendència espanyola, portuguesa, i italiana i és la menor de tres germanes, Patricia, qui també és una model molt coneguda, i Malu (María Luisa). Actualment viu a Manhattan.

## Carrera
La va descobrir el director de l'agència de models Elite quan es trobava de vacances al Brasil. El 1998 va guanyar el concurs d'Imatge de l'Any Elite del Brasil i va quedar en segon lloc en l'edició internacional del mateix concurs. Després va tenir una oferta per realitzar el que probablement és el seu treball més conegut, amb Guess?.
Ha aparegut set vegades consecutives a Sports Illustrated Swimsuit Issue (2002, 2003, 2004, 2005, 2006, 2007, 2008) i ha modelat també a la passarel·la de Victoria's Secret.

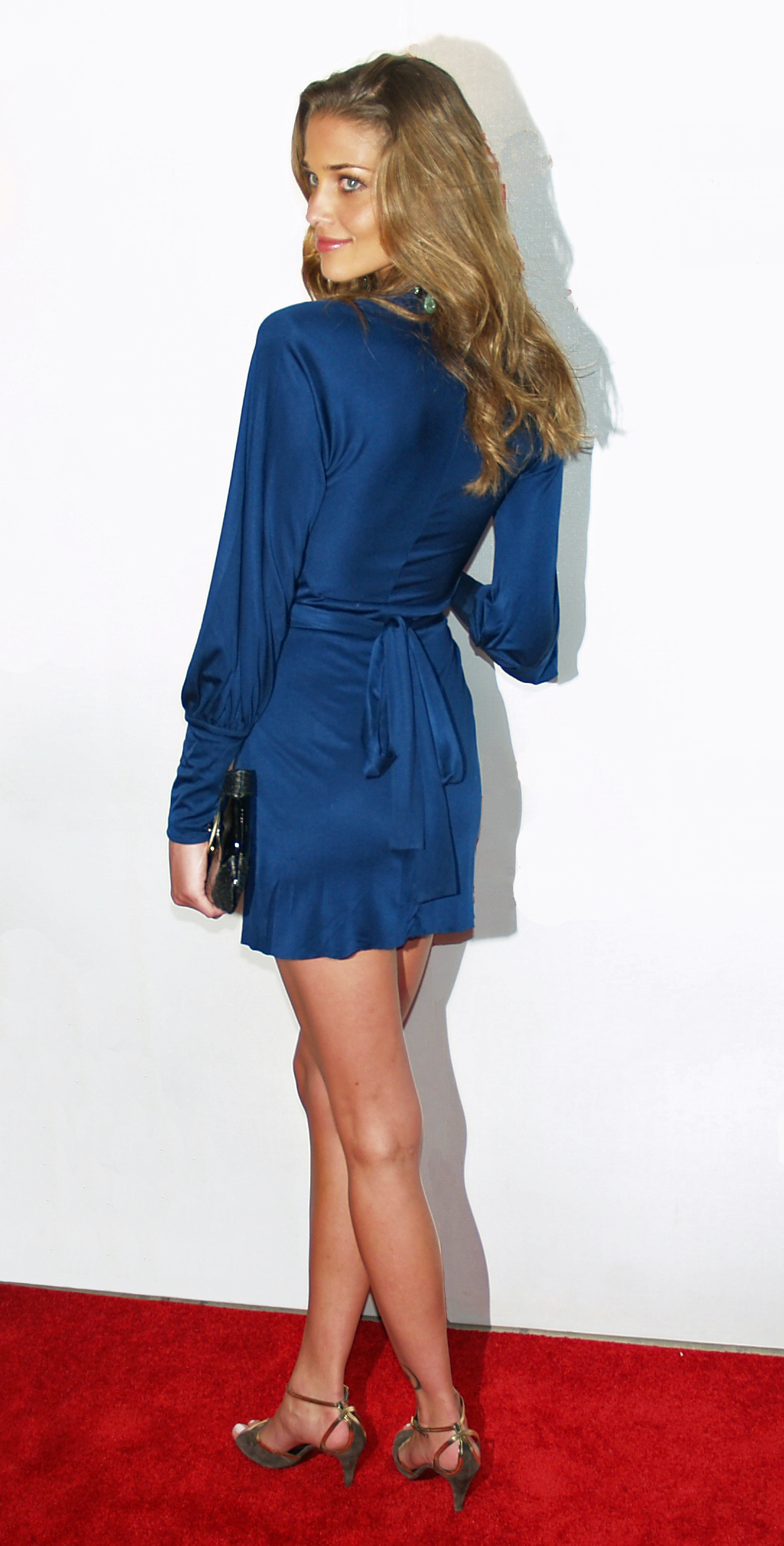
Ana Beatriz Barros

Ha aparegut en la portada de revistes com Vogue, Marie Claire, Allure, i revistes brasileres com a Capricho i Audi, entre d'altres. És considerada una de les models amb més carisma en la passarel·la.

## Vida personal
Barros es va casar amb el milionari grec-egipci Karim El Chiaty a l'illa grega de Mykonos el 8 de juliol de 2016. Entre els convidats hi havia les models de Victoria's Secret, Alessandra Ambrosio, Adriana Lima, Isabeli Fontana i Fernanda Motta. El desembre de 2017, va donar a llum al primer fill de la parella, un nen.

## Dades
- Talla de vestit: 4 (E.U.) 34 (resta del món).
- Talla de sabates: 11 (E.U.) 41 (resta del món).

## Treballs importants
- Catàleg de Victoria's Secret.
- Edició del número de vestits de bany de Sports Illustrated.
- JLo.
- Guess?.
- Chanel.
- Vogue.
- ELLE.
- Marie Claire.
- Zara.